# Artistique-Weltmeisterschaft 2002

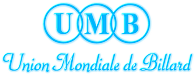
Logo UMB (ausrichtender Verband)

Die Billard-Artistique-Weltmeisterschaft 2002 war das 25. Turnier in dieser Disziplin des Karambolagebillards und fand vom 19. bis zum 21. April 2002 in Faches-Thumesnil statt. Es war die neunte Artistique-WM in Frankreich.

## Geschichte
Nachdem der Mexikaner Roberto Rojas bei der letzten Artistique-Weltmeisterschaft nur den 16., und damit letzten Platz belegt hatte, startete er in Faches-Thumesnil durch und wurde neuer Weltmeister mit einem neuen Weltrekord von 77,34 % der gelösten Figuren. Er ist damit der erste Billard-Weltmeister aus Mexiko. Durch seine sehr attraktive Spielweise war er bereits seit Jahren ein Publikumsliebling. Im Finale besiegte er den Hannoveraner Thomas Ahrens glatt mit 3:0 Sätzen und löste in diesem Match 89,26 % der vorgeschriebenen Figuren, was auch noch kein Akteur bei einer WM geschafft hatte. Platz drei wurde nicht mehr ausgespielt, daher belegten die beiden Spanier Xavier Fonellosa und Jaume Norberto gemeinsam diesen Platz.

## Modus
Gespielt wurde eine Gruppenphase als Vorrunde, bei der sich die beiden Gruppenbesten für die Final-Gruppenrunde qualifizierten, in denen die gesetzten Akteure mitspielten. Danach trafen die beiden Gruppenbesten im K.-o.-System aufeinander. Das Satzverhältnis spielte in der Endabrechnung keine Rolle mehr. Es wurde nur die prozentual gelösten Figuren gewertet.

Gewertet wurde wie folgt:
1. Matchpunkte (MP)
2. % gelöste Figuren

## Gesetzte Spieler
1. Jean Reverchon
2. Xavier Fonellosa
3. Thomas Ahrens
4. Roberto Rojas
5. Walter Bax
6. Nobuyasu Sakai
7. Kim Sang-yoon
8. Madou Touré

## Turnierverlauf

### Vorrunden-Gruppenphase
| Platz | Name             | MP  | SV  | Punkte | mögliche Pkte | %       |
| ----- | ---------------- | --- | --- | ------ | ------------- | ------- |
| 1     | Jürgen Goris     | 6:0 | 6:2 | 346    | 506           | 68,37 % |
| 2     | Tadashi Machida  | 4:2 | 4:3 | 204    | 423           | 48,22 % |
| 3     | Alfons Verheyden | 2:4 | 3:5 | 248    | 546           | 45,42 % |
| 4     | Franz Heigl      | 0:6 | 0:6 | 265    | 581           | 45,61 % |

| Platz | Name            | MP  | SV  | Punkte | mögliche Pkte | %       |
| ----- | --------------- | --- | --- | ------ | ------------- | ------- |
| 1     | Jan Osterloh    | 6:0 | 6:1 | 283    | 444           | 63,73 % |
| 2     | Akiira Hida     | 4:2 | 4:3 | 262    | 468           | 55,98 % |
| 3     | Jean-Luc Miller | 2:4 | 4:4 | 304    | 543           | 55,98 % |
| 4     | Maurice Coyret  | 0:6 | 0:6 | 143    | 413           | 34,62 % |

| Platz | Name                | MP  | SV  | Punkte | mögliche Pkte | %       |
| ----- | ------------------- | --- | --- | ------ | ------------- | ------- |
| 1     | Jordi Oliver        | 6:0 | 6:1 | 297    | 444           | 66,89 % |
| 2     | Jaume Norberto      | 4:2 | 5:2 | 265    | 481           | 55,09 % |
| 3     | László Tóth         | 2:4 | 2:4 | 165    | 426           | 38,73 % |
| 4     | Bernd Katschelhofer | 0:6 | 0:6 | 128    | 381           | 33,59 % |

| Platz | Name                    | MP  | SV  | Punkte | mögliche Pkte | %       |
| ----- | ----------------------- | --- | --- | ------ | ------------- | ------- |
| 1     | Manfred Hekerle         | 6:0 | 6:2 | 312    | 588           | 53,06 % |
| 2     | Kevin Tran              | 4:2 | 5:2 | 318    | 468           | 67,94 % |
| 3     | Frédéric André          | 2:4 | 3:4 | 308    | 523           | 58,89 % |
| 4     | Victor Hugo Campos Mena | 0:6 | 0:6 | 179    | 393           | 45,54 % |

### Endrunden-Gruppenphase
| Platz | Name             | MP  | SV  | Punkte | mögliche Pkte | %       |
| ----- | ---------------- | --- | --- | ------ | ------------- | ------- |
| 1     | Xavier Fonellosa | 6:0 | 9:6 | 728    | 1031          | 70,61 % |
| 2     | Madou Touré      | 2:4 | 7:6 | 651    | 831           | 78,33 % |
| 3     | Tadashi Machida  | 2:4 | 5:7 | 538    | 819           | 65,68 % |
| 4     | Jürgen Goris     | 2:4 | 6:8 | 577    | 891           | 64,75 % |

| Platz | Name           | MP  | SV  | Punkte | mögliche Pkte | %       |
| ----- | -------------- | --- | --- | ------ | ------------- | ------- |
| 1     | Jean Reverchon | 6:0 | 9:3 | 569    | 756           | 69,97 % |
| 2     | Jaume Norberto | 2:4 | 7:7 | 564    | 890           | 63,37 % |
| 3     | Jordi Oliver   | 2:4 | 5:8 | 622    | 1009          | 61,64 % |
| 4     | Nobuyasu Sakai | 2:4 | 5:8 | 591    | 1001          | 59,04 % |

| Platz | Name          | MP  | SV  | Punkte | mögliche Pkte | %       |
| ----- | ------------- | --- | --- | ------ | ------------- | ------- |
| 1     | Roberto Rojas | 6:0 | 9:3 | 581    | 799           | 72,71 % |
| 2     | Walter Bax    | 4:2 | 6:4 | 415    | 629           | 65,97 % |
| 3     | Jan Osterloh  | 2:4 | 5:7 | 498    | 762           | 65,35 % |
| 4     | Akiira Hida   | 0:6 | 3:9 | 405    | 741           | 54,65 % |

| Platz | Name            | MP  | SV  | Punkte | mögliche Pkte | %       |
| ----- | --------------- | --- | --- | ------ | ------------- | ------- |
| 1     | Kevin Tran      | 6:0 | 9:2 | 539    | 723           | 74,55 % |
| 2     | Thomas Ahrens   | 4:2 | 6:4 | 459    | 616           | 74,51 % |
| 3     | Manfred Hekerle | 2:4 | 5:6 | 394    | 698           | 56,44 % |
| 4     | Kim Sang-yoon   | 0:6 | 1:9 | 286    | 630           | 45,39 % |

## KO-Runde
|  | Viertelfinale Best of 5 | Viertelfinale Best of 5 |                     |                     | Halbfinale Best of 5 | Halbfinale Best of 5 |  |  | Finale Best of 5 | Finale Best of 5 |
|  |                         |                         |                     |                     |                      |                      |  |  |                  |                  |
|  | Kevin Tran              | 0:2/2:3/196/60,88 %     |                     |                     |                      |                      |  |  |                  |                  |
|  | Jaume Norberto          | 2:0/3:2/238/73,68 %     |                     |                     |                      |                      |  |  |                  |                  |
|  | Jaume Norberto          | 2:0/3:2/238/73,68 %     | Jaume Norberto      | 0:2/0:3/119/55,34 % |                      |                      |  |  |                  |                  |
|  |                         |                         | Jaume Norberto      | 0:2/0:3/119/55,34 % |                      |                      |  |  |                  |                  |
|  |                         | Thomas Ahrens           | 2:0/3:0/140/68,29 % |                     |                      |                      |  |  |                  |                  |
|  | Jean Reverchon          | Thomas Ahrens           | 2:0/3:0/140/68,29 % | 0:2/2:3/231/66,37 % |                      |                      |  |  |                  |                  |
|  | Jean Reverchon          |                         |                     | 0:2/2:3/231/66,37 % |                      |                      |  |  |                  |                  |
|  | Thomas Ahrens           | 2:0/3:2/259/78,24 %     |                     |                     |                      |                      |  |  |                  |                  |
|  |                         |                         | Thomas Ahrens       | 0:2/0:3/153/71,16 % |                      |                      |  |  |                  |                  |
|  |                         | Roberto Rojas           | 2:0/3:0/183/89,26 % |                     |                      |                      |  |  |                  |                  |
|  | Roberto Rojas           | 2:0/3:0/180/83,72 %     |                     |                     |                      |                      |  |  |                  |                  |
|  | Madou Touré             | 0:2/0:3/144/70,24 %     |                     |                     |                      |                      |  |  |                  |                  |
|  | Madou Touré             | 0:2/0:3/144/70,24 %     | Roberto Rojas       | 2:0/3:1/210/76,92 % |                      |                      |  |  |                  |                  |
|  |                         |                         | Roberto Rojas       | 2:0/3:1/210/76,92 % |                      |                      |  |  |                  |                  |
|  |                         | Xavier Fonellosa        | 0:2/1:3/187/69,25 % |                     |                      |                      |  |  |                  |                  |
|  | Xavier Fonellosa        | Xavier Fonellosa        | 0:2/1:3/187/69,25 % | 2:0/3:0/194/81,51 % |                      |                      |  |  |                  |                  |
|  | Xavier Fonellosa        |                         |                     | 2:0/3:0/194/81,51 % |                      |                      |  |  |                  |                  |
|  | Walter Bax              | 0:2/0:3/165/72,36 %     |                     |                     |                      |                      |  |  |                  |                  |

## Abschlusstabelle
| Phase                                                      | Platz | Name                    | MP   | SV    | Punkte | mögliche Punkte | %       |
| ---------------------------------------------------------- | ----- | ----------------------- | ---- | ----- | ------ | --------------- | ------- |
| Finale                                                     | 1     | Roberto Rojas           | 12:0 | 18:4  | 1154   | 1492            | 77,34 % |
| Finale                                                     | 2     | Thomas Ahrens           | 8:4  | 12:9  | 1011   | 1367            | 73,95 % |
| Halb- finale                                               | 3     | Xavier Fonellosa        | 8:2  | 13:9  | 1109   | 1539            | 72,06 % |
| Halb- finale                                               | 3     | Jaume Norberto          | 4:6  | 10:12 | 966    | 1428            | 67,64 % |
| Viertel- finale                                            | 5     | Madou Touré             | 2:6  | 7:9   | 795    | 1036            | 76,73 % |
| Viertel- finale                                            | 6     | Kevin Tran              | 10:4 | 16:7  | 735    | 1046            | 70,26 % |
| Viertel- finale                                            | 7     | Jean Reverchon          | 6:2  | 11:6  | 760    | 1104            | 68,84 % |
| Viertel- finale                                            | 8     | Walter Bax              | 4:4  | 6:7   | 580    | 857             | 67,67 % |
| Gruppen- phase 2                                           | 9     | Tadashi Machida         | 6:6  | 9:10  | 538    | 819             | 65,68 % |
| Gruppen- phase 2                                           | 10    | Jan Osterloh            | 8:4  | 11:8  | 498    | 762             | 65,35 % |
| Gruppen- phase 2                                           | 11    | Jordi Oliver            | 8:4  | 11:9  | 622    | 1009            | 61,64 % |
| Gruppen- phase 2                                           | 12    | Manfred Hekerle         | 8:4  | 11:8  | 394    | 698             | 56,44 % |
| Gruppen- phase 2                                           | 13    | Jürgen Goris            | 8:4  | 12:10 | 577    | 891             | 64,75 % |
| Gruppen- phase 2                                           | 14    | Nobuyasu Sakai          | 2:4  | 5:8   | 591    | 1001            | 59,04 % |
| Gruppen- phase 2                                           | 15    | Akiira Hida             | 4:8  | 7:12  | 405    | 741             | 54,65 % |
| Gruppen- phase 2                                           | 16    | Kim Sang-yoon           | 0:6  | 1:9   | 286    | 630             | 45,39 % |
| Gruppen- phase 1                                           | 17    | Frédéric André          | 2:4  | 3:4   | 308    | 523             | 58,89 % |
| Gruppen- phase 1                                           | 18    | Jean-Luc Miller         | 2:4  | 4:4   | 304    | 543             | 55,98 % |
| Gruppen- phase 1                                           | 19    | Alfons Verheyden        | 2:4  | 3:5   | 248    | 546             | 45,42 % |
| Gruppen- phase 1                                           | 20    | László Tóth             | 2:4  | 2:4   | 165    | 426             | 38,73 % |
| Gruppen- phase 1                                           | 21    | Franz Heigl             | 0:6  | 0:6   | 265    | 581             | 45,61 % |
| Gruppen- phase 1                                           | 22    | Victor Hugo Campos Mena | 0:6  | 0:6   | 179    | 393             | 45,54 % |
| Gruppen- phase 1                                           | 23    | Maurice Coyret          | 0:6  | 0:6   | 143    | 413             | 34,62 % |
| Gruppen- phase 1                                           | 24    | Bernd Katschelhofer     | 0:6  | 0:6   | 128    | 381             | 33,59 % |
| Turnierdurchschnitt: 58,57 % (Endrunde) / 62,57 % (Gesamt) |       |                         |      |       |        |                 |         |

Anmerkung: Die %-Ergebnisse sind aus der jeweils höchsten Runde.